# Flyable Heart
『Flyable Heart』（フライアブルハート）は、ユニゾンシフト：ブロッサムより2009年3月19日に発売された18禁アドベンチャーゲーム」。
ユニゾンシフト:ブロッサムの第3作である本作の舞台となる鳳繚蘭学園は、『Peace@Pieces』の舞台である遊華総合学園の姉妹校であり、『Peace@Pieces』『ななついろ★ドロップス』の登場人物の親類がサブキャラクターとして登場している。
2012年6月7日から、GREEをプラットフォームとしてAbyss Gateによりアイテム課金制の全年齢向けソーシャルノベルゲームとして配信もされている。
関連作品として、スピンオフ作品の『君の名残は静かに揺れて』と『Flyable CandyHeart』がある。

## 物語
主人公、葛木晶は、とにかくご飯さえ食べられれば幸せという、超ハラペコ学生。
そんな彼の元に突如送られてきた、名門「私立鳳繚蘭学園」への入学パンフレットと学生証。彼には転入を許可される覚えなどまったく皆無だったが、そこに書いてあった「学園内食堂での学食食べ放題」の１文にあっさりとつられ、成り行きのまま転校を決断する。
だが、意気揚々と家を出たはいいものの、謎の占い師に不吉な言葉をかけられ、 学園の生徒に突き飛ばされた挙句、橋にあった花火装置の暴発事故に自ら巻き込まれて気を失ってしまう
その後、彼と同じ転校生という稲羽結衣に助けてもらい、ようやく学園内に辿り着いたものの、彼の転入については、自治組織である繚蘭会や生徒会、果ては学園長や理事長すらも、新しい転校生の事は一切知らないという、驚愕の事実が判明する。学生証が偽造不可能の本物だったため転入は許可されたものの、一般男子寮の空きが無かった事をきっかけに、繚蘭会の女子専用寮に余っていた部屋の１つを割り当てられる事になってしまった。
すったもんだの末、学園での新しい生活を始めていく晶。同じ転校生でクラスメイトの稲羽結衣、繚蘭会や生徒会の面々の協力で、少しずつ学園の生活に順応していく。
だがその裏では、彼本人ですら知らない、とんでもない事実が待ちうけていた。

## 登場人物
「-」は声無しを表す。

### 主人公
葛木 晶（かつらぎ しょう）
声： -
10月16日生まれ／血液型：AB型
身長：174cm／体重：65kg
主に着ている制服：最もベーシックな黒紺色のブレザー
本作の主人公で、鳳繚蘭学園に突如として転入してきた「謎の転校生」。転校自体がイレギュラーな為だったせいか、当初は疑われていたものの、送られてきた学生証が正常に機能したため、生徒として認められる。
男子一般寮の空きが無かったため、繚蘭会専用寮に住むことになった（繚蘭会男子役員は存在しないため、正式な役員ではない、それでも仕事は手伝っている）。また、奏龍らの計らいで生徒会特別補助委員(要は雑用)となる。
幼いころ、母親を過労で亡くしており、今は、父親の茂樹と2人暮らし。そのため料理はそこそこできる、見た目に関してはどうしても軽視しがちだが、味に問題はなく、レシピさえあれば大抵のものはどうにか出来てしまう腕前。
とにかく、食べ物と言う食べ物は何でも食べつくす超ハラペコキャラで、ありとあらゆる食べ物を好む。それ故に、転入の件を始め、重要な決断を食べ物に釣られて安易に決めてしまうという事が多い。異性のことより、食べ物に気が行ってしまう性格で、鈍感。好きな言葉は勿論、「花より団子」。ただ、普通に下心はあるらしい。
生物学上でいうところのキメラであり、本来は男女の二卵性双生児で、男児の方が流産し、胎内でもう片方に吸収された女児である。しかしこのとき、突然変異により記憶障害に対する耐性を得たほか、性別も男に換わった。
そもそも学園編入へ至ったきっかけは、晶が偶然助けた千羽耶が、彼を調べたところ、上述の特異体質であることが発覚したから。
しかし、元の世界(以後『晶の世界』と表記)から飛ばされてしまい、晶のいない世界(以後『結衣の世界』と表記)ではそのような事実はなく、突然のイレギュラーに学園側は編入に難色を示していたが、特異体質が発覚した後は「残ってほしい」と言われる。

### ヒロイン
稲羽 結衣（いなば ゆい）
声：小倉結衣
10月16日生まれ／血液型：AB型
身長：153cm／体重：46㎏
主に着ている制服：繚蘭会役員専用のピンク色のブレザー
晶のクラスメイトで、主人公より1週間前に転入してきた転校生。当初は一般生徒だったが、のちに繚蘭会正式役員に任命されて、繚蘭会専用女子寮に移籍してくる。
晶と同じくハラペコキャラで、周囲からは「ハラペコブラザーズ」と見られている。特にドーナツとコーヒー牛乳を両手にもって「もぐもぐちゅーちゅーすること」が大好き。だが、学園転校前に起きたある事件が原因で、「自分はお腹なんてすいていない」と意地をはっており、ゲーム開始当初はハラペコキャラの自分をひた隠しにしていた。好きな言葉は「武士は食わねど高楊枝」としているが、彼女の性格からして、どう考えても無理を押し通すために言い聞かせているとしか思えない。
いつかつけてみたいと思っているほどちょんまげが大好き。パニック状態や興奮状態になると、「ござりまする」や「ありませぬ」と古風な言い回しをする。
過去に両親が離婚し、現在の父親は母親の再婚相手。親子仲は良好で、彼女の時代劇・ちょんまげが好きは義父が時代劇の大物悪役であることがきっかけ。また義父には学園の関係者がおり、偶然千羽耶を助けた結衣はその縁によって編入する。
不思議なまでに晶とすごく気が合うらしく、何をしていても、思考や行動がぴったりと合うため、結衣は、そんな彼と一緒にいることがとても楽しいと思っている。
実は晶とは同一人物（産みの親や産まれた日が同じであったことから当初は生き別れた双子ではないかと考えられるも、結局否定された）で、思考や行動が合うのもそのため。突然変異した晶と違って性転換が起きておらず、記憶障害の耐性も持っていない。
イメージイラストではドーナツを持っているシーンが主に描かれているが、本編でドーナツを頬張るシーンはない。
皇 天音（すめらぎ あまね）
声：宮沢ゆあな
10月31日生まれ／血液型：A型
身長：155cm／体重：47㎏
主に着ている制服：繚蘭会役員専用のピンク色のブレザー
晶のクラスメイトで学園の自治組織「繚蘭会」会長を務める。作中において世界的大財閥の1つとされる皇家の令嬢ではあるものの、家柄を鼻に掛けることがないばかりか苦労人気質であることも手伝って性格はむしろ庶民的。
兄が頼りないせいもあってか、責任感が強く、少々きつく言い過ぎて後で反省することも。反面、頼られると断れない性格で、頼まれ事を安易に受けてしまいがち。普段は比較的素直なのだが、要所要所（特に兄のこと）では、全く素直になれない面もあり、兄との確執から名字で呼ばれるのを嫌がる。変態生徒会長である兄の所業や二人の転入生の処遇などで苦労が絶えず、イライラすることもしばしば。
家柄の関係からか護身術を習っているため、怒るとハイキック・かかとおとしを仕掛けてくる。実はピアノを弾けるのだが、とある事情でそのことは誰にも話していない。
水無瀬 桜子（みなせ さくらこ）
声：遠野そよぎ
8月30日生まれ／血液型：O型
身長：156cm／体重：45㎏
主に着ている制服：繚蘭会役員専用のピンク色のブレザー
晶と同学年で繚蘭会に所属する。髪の後ろに大きな青いリボンを結んでいて、チャームポイント。天使のごとき慈愛の持ち主と称され、茉百合と学園の人気を二分するアイドル的存在。一言話そうとするだけでも、周りから注目されるほど慕われているが、本人は全く自覚しておらず、むしろあまり話しかけてくれないことを少しさみしく思っている。意外と積極的な一面があり、普段の言動とのギャップに晶をおどろかせることも。
心臓に病気を持っていたが、移植を受け、いまでは完治している。この病気と関係あるのかどうかはわからないが、生魚が食べられない体質。
いままであまり人と接してこなかったためか、時折どこかずれた思考をすることも。一般常識にも乏しい面があり、冗談を冗談と分からないことが時折ある。反面、時代劇が好きで結衣と語り合うことができる作中数少ない人物でもある。劇中で紹介される時代劇「暴れん坊老中」では、田沼老中のファン。
彼女の心臓は晶の父・茂樹から移植されたもの。晶の世界では茂樹が存命であるため、まだ移植を受ておらず、余命も後わずかであった。茉百合と出会ったのも偶然らしい。
雪代 すずの（ゆきしろ - ）
声：藤森ゆき奈
2月29日生まれ／血液型:O型
身長:150cm／体重:44㎏
主に着ている制服：生徒会役員専用のパープル色のワンピース
物語の序盤に晶が見かけた、謎の少女。自称幽霊で、実際に晶・結衣と人間以上の視覚を持つマックスしかその姿を視る事が出来ない。壁抜けなどの「幽霊らしい」ことができないことを嘆いており、時折練習している。もちろん成功したことはない。
何かあるとすぐにおろおろしてしまい、何もしゃべらずこくこくとうなずくだけで意志表示することも多い。また、ドジなところがあるようで、よく転ぶ。妙なところで度胸があり、何度も激突しているにもかかわらず、ためらうことなく壁に全力で突っ込んでいくことができる。
記憶を失っており、当初保健室で生活するが、それではあまりにかわいそうと結衣に心配されてしまい、以後結衣とともに生活している。ご飯をこっそりわけてもらったり、一緒にお風呂に入ったりもしているとか。
その正体は幽霊ではなく、未来世界から晶を救出するために来た少女。晶のいる世界において、爆発事故から晶を助けるために現れたが、逆に彼もろとも結衣の世界に飛ばされ、記憶を失ってしまう。また救助対象である晶以外には見えないようになっているため、彼女が幽霊と誤認する原因となってしまう。
白鷺 茉百合（しらさぎ まゆり）
声：涼森ちさと
7月13日生まれ／血液型:B型
身長:162cm／体重:50kg
主に着ている制服：生徒会役員専用のパープル色のワンピース
生徒会副会長で主人公の上級生。優れた容姿、両者とも激務で知られる生徒会と繚蘭会の仕事を兼務出来るほど高い実務能力を持つこと等から学園の人気を桜子と共に集めるが、誰に対しても人当たりがよい。特に桜子とは特に親密で、他の人とは違う優しさをもって接している。
奏龍と婚約関係にあるが、双方に結婚どころか実際に付き合う気すらない。（共に名家の人間である彼らがゴチャゴチャした人間関係を避けるためで、後でうやむやにするとのこと）
なぜか初対面の晶を名前で呼び、自分のことも名前で呼ぶように言う。
過去に葛木茂樹が彼女の護衛役を務めており、このとき刺客から彼女を庇って銃弾を浴びてしまう。晶が彼の子息であると判明すると、その負い目から突き放す態度をとるようになる。
また、茂樹が死亡した際に心臓がドナー提供されていたことを知り、移植先であった桜子を探し、以来友人となる。
九条 くるり（くじょう - ）
声：茶谷やすら
4月26日生まれ／血液型:B型
身長:142cm／体重:37kg
主に着ている制服：繚蘭会役員専用のピンク色のジャージ
繚蘭会の一員で、繚蘭会寮の寮長。主人公の下級生。機械工学を専門としており、マックスのボディを製作した。学校からの支援を受け、様々な研究も行っている。
もともとあまりしゃべらず、思ったことをズバッというタイプではあるが、先入観と偏見があるようで、男に対してはつらく当たる節がある。その偏見の出元は、マックスの女性型制作時に、できるだけ人間に近づけようと調べた資料によるもの。(もっとも男性に対する嫌悪の原因は他にもある)。
早河恵とはとても仲が良く、マックスの共同開発等、互いに深い信頼関係で結ばれている。だが、恵が会長を尊敬していることだけは理解に苦しんでいる様子。
お風呂大好きで、1日3回は入っている。研究に行き詰ったり疲れ果てた時に入ると、リフレッシュして研究がはかどるらしい。
両親は不明で、幼い頃施設にいたくるりを千羽耶が引き取ったため、千羽耶のことを母、天音には姉のような感情を抱いている。だが、千羽耶の夫が千羽耶を大切にしなかったこと、小さい頃は天音が奏龍にべったりであったことから、二人は特に嫌っている。
学園の一大プロジェクトを任されており、晶はその中でも特に重要な存在。

### サブキャラクター
早河 恵（はやかわ めぐみ）
3月14日生まれ／血液型：A型
身長：142cm／体重：39㎏
声：青葉りんご
主に着ている制服：生徒会役員専用のパープル色のワンピース
主人公より1つ下の下級生で、生徒会書記を受け持っている。通称ぐみちゃん。数学系にはめっぽう強く、プログラミングの天才と呼ばれている。マックスの人工知能を製作したのも彼女で、くるりとはちびっこ天才コンビ。Peace@Piecesのサブキャラクター・早河忍の妹。
「本格ミステリーの崩壊は、日本文学の崩壊」とまで言い切るほどのミステリー好きで、特に横溝正史をモチーフにしたと思われる秋姫正史郎（「ななついろ★ドロップス」のヒロイン・秋姫すももの父）のファン。同じ生徒会メンバーである八重野蛍の妹（撫子）が秋姫正史郎の娘の親友であることは知らない様子。
なぜか、全然仕事をしない生徒会長の奏龍を崇拝しており、くるりはそれに対して、苦言を呈している。
明るく純真な性格だが、あまりに純真すぎて、恋愛に陥る様をスタッフでさえ想像できなかった。そのため公式サイトで「第125回フラグミサイラー会議」と称して、どうすれば早河恵と恋愛関係になることができるか、という題目でユーザーに対して募集が行われた。そこでは進展が全く見られなかったが、「Flyable CandyHeart」でついにヒロインに昇格した。
皇 奏龍（すめらぎ そうりゅう）
1月1日生まれ／血液型：AB型
身長：175cm／体重：66kg
声：木島宇太
主に着ている制服：生徒会役員専用のパープル色のブレザー
晶より1つ上の上級生で天音の兄。世界的大財閥の1つ、皇家の御曹司。とにかく超が付くほどのバカで、ちゃらんぽらん且つへんてこりんな性格。生徒会長でありながら、変なイベントを計画しては学園を混乱させるトラブルメーカー。実務能力に乏しく仕事をさせてもらえない（かえって仕事が増える）こともあって、生徒会室では携帯ゲームにのめりこんでいる、生徒会活動中に昼寝にさえ行くこともあるなど、どう考えても人の上に立つ人物には見えないために晶らからよくバカにされているが、生徒からの人気は確か(生徒会長は選挙で決まる)。また、機嫌が悪いとどこまでも辛辣になる。良くも悪くも子供のような存在。
妹を溺愛しているが、全くというほど受け入れてはもらえていないものの、それさえも楽しんでいる節がある。
蛍の事をからかっているが、火に油を注ぐような言葉をよく言う為にズタボロにされることもしばしば。
普段蛍や天音にツッコミを受けたりして倒されることが多く、貧弱な印象だが、妹と同じく護身術の心得があることもあって少なくとも晶よりは喧嘩が強い。天音に対しても本気を出している可能性は低いが、蛍には全く敵わないのは確か。
全然真面目になれないわけではなく、母親の前などでは別人のように有能そうな雰囲気になる。また、主人公が本当に困った時も、しっかりした言葉で背中を後押ししてくれるため、どこか憎めない。
天音とは異母兄妹。実母との間に生まれたということから、父親の愛情を受けているのが自分だけであると自覚しており、現在の母親とは過去の事件も相まって距離を置いている。
入学当初はかなり荒れていたらしく、知り合った蛍に病院送りにされた経験もある。
ピアノの名手。実は昼寝と称しているのは大抵ピアノを弾きに行っているだけで、この事実を知っているのは生徒会のメンバーのみ。なお、早河にはピアノを絶賛されている。
八重野 蛍（やえの けい）
8月12日生まれ／血液型：A型
身長：180cm／体重：75kg
声：桃山悟亮
主に着ている制服：生徒会役員専用のパープル色のブレザー
晶の1つ上の上級生で、茉百合と共に生徒会副会長を務めており、実質的に生徒会を取り仕切っている。どんなことにも身の毛1つ応じない鋼の精神を持ち、常に冷静沈着。よく奏龍のブレーキ役を受け持っている。（本人は、「身が持たない」と言っている）
「ななついろ★ドロップス」のヒロイン・八重野撫子の兄。正確には3兄弟の次兄で、奏龍すら上回る極度のシスコンでもある。妹の前では鼻血をよく出し、妹の恋愛に関する話は彼の前では禁句である。が、本人にシスコンであるという自覚は全くなく、奏龍に良くその事でからかわれている。休暇時に実家に奏龍を招いたことがあり、その際にシスコンぶりが露呈してしまったようである。
身体能力は「時代が時代なら救世主にも覇王にもなれたであろう」と称されるほどの極めて高い能力を誇る。防災訓練（とは名ばかりの水鉄砲バトルロワイヤル）では1時間の内半分も身動きを禁止されるも、それでもハンデとして不十分といわれた。30kgの重りを背負ったうえで、一般人としてそれなりの運動神経を持つ晶や奏龍と同等の速度で走ることが出来る。実際素手で何機も機械を壊したりと、人並み外れている。
一見すると怖そうな雰囲気を纏っているものの、実際には面倒見が良く義理堅い。奏龍にとっても一番の理解者でもあり、彼の家庭事情も(恨み半分に聞かされたものとはいえ)知っている数少ない一人。
妹の撫子ほどではないが、機械に弱く（通信端末のメール等はとかく文字化けする）、甘味が大好き。結衣の誕生日ケーキの審査員の1人として選ばれており、奏龍を含む一部の登場人物はこのことを知っている模様。
マックス（MAXX）／電堂 あきら（でんどう - ）
3月25日生まれ／血液型：なし
身長：50cm／体重：80kg
声：御木もも
主に着ている制服：主人公がつけているネクタイと同タイプの物／生徒会役員専用のパープル色のワンピース
九条くるりと早河恵によって製作された、ウサギ型の多目的ロボット。晶のルームメイトとクラスメイトにして親友（と、本人は言っている）。ボディーや機能を開発したのが九条くるりで、人格のプログラムは早河恵によるもの。それゆえくるりをマミィ、恵をダディと呼んでいる。
見かけに依らず性能は高く、人間の男子そのものの思考をする。また、すごく親友思いであり、晶のためにいろいろと気を利かせてくれることも多い。
実はロボ好きで、恵がプログラムした当初は、男女どちらであるかということは定められていなかったのだが、自分で調べて男がいいと勝手に結論付けた。
また、自分のボディや機能を誇りに思っており、ほめられるとすごく喜ぶ。晶を親友と呼ぶのも、初対面の晶がマックスの様々な機能を見せられた時に驚き賞賛してくれたため。ちなみに学校に居る時に付けているネクタイは、制服のつもり。
名前は、開発コードの頭文字をつなげたもので、本人も気に入っている。開発時の名称は、エレクトリックエナジー28号。そのためくるりからは28号と呼ばれる。
ちなみに開発コードは、Murder Arms eXtreme eXplorer(和訳して、究極殺人武装探究者)。名づけたのは開発者のくるり。マックスが兵器の類を装備している描写は全くないため、くるりの奇抜なネーミングセンスの産物と思われる。
マックスの普段のボディは月に何度かメンテナンスが必要で、その間意識をずっと眠らせておくのはよくないため、女性型の代替ボディを用いる。但し、”マックス”はあくまでコード名の略称の為、生徒として登録する際の名前は、電堂 あきらを名乗っている。本人はいつものボディの方が大好きで、このボディに入るといつもため息ばかりついている。女性型のボディのため、どう見ても女の子なのだが、本人は自分を男性人格だと思っているので、女扱いされると非常に嫌がる。性能実験のためにと、メンテナンスでなくてもこの体に意識を移されることが多い。
体重が重いのは、パーツ1つ1つが軽量化ができていないため。
喫茶店・limelightのパティシエの肩書を持つ。
皇 千羽耶（すめらぎ ちはや）
声：宗川梗
皇兄妹の母で学園理事長。にこやかで上品な女性。奏龍にとっては義理の母に当たる。
葛木 茂樹（かつらぎ しげき）
声：子太明
主人公の父親で、今は刑事の仕事をしている。過労で妻を亡くしており、息子を溺愛している。その全然子離れできていない様子は、晶からすると面倒なもの。白鷺家の警備を行っている際、拳銃で撃たれたこともあるが、自分が死ねば晶が一人になるという理由で気合で生還するほど子煩悩。電話をかければ間も置かずに出る。
氷川 京一郎（ひかわ きょういちろう）
声：木島宇太
晶のクラスの担任の数学教諭。高圧的で厳しいが、一部の生徒からは人気を集めている。晶に対してライバル的な気持ちを抱いているが、何故かドジをやらかして空回りすることが多い。
秋姫すもも（あきひめ - ）、八重野撫子（やえの なでしこ）
声：すもも：佐本二厘、撫子：宗川梗
『ななついろ★ドロップス』のヒロイン。特定のルートの繚蘭祭に登場。

## 用語
私立鳳繚蘭学園
皇千羽耶が理事長をつとめる、全寮制の学園。本土とは隔離・独立した島に存在し、全体が学園都市となっている。西南の方にあるらしく、一年中通して温暖気候に恵まれており、秋の時季でも海水浴が出来る程。
一部が私有地となっていて、自家用の電気自動車を所持している者もいる。
精密に作られたハイテク機器が多いため、それらに支障をきたさないよう、携帯電話の使用が禁止されている。また、外との行き来がどうしても不便なため、ショッピングモールや公園、医療施設等もしっかりとしている。
この学校の入試を受けるだけでも、特殊推薦状を受ける事を前提に、身辺調査など様々な適正試験を通らなければならないなど、かなりハイレベルだが、入試に合格すれば在学時の費用等は一切免除となる。
生徒の比率は、7：3で、女学生のほうが多めらしい。
生徒会と繚蘭会
初代理事長が、学園運営を円滑に行うとして設立した、2つの学園管理組織。
生徒会は、主に学生管理の業務を行う。毎年のように立候補者を応募しては、選挙制度で委員を決める。通常では、年度途中から役員になれる事はあまりない。
繚蘭会は、主に学園施設の運営を行う。生徒会とは違い、選挙等は行わず、現メンバーによる指名制度で、委員を決める。生徒会と違い、女子のみが役員になれることと、年度途中から役員になれる事もあること。
役員になった人間は、それぞれの特別専用寮に越してこなければならず、役員専用の制服を身につけなければいけない。
学生証
ただの学生証ではなく、電子式の機械タイプ。島で携帯電話が使えない故、唯一通信手段になっている。作中では携帯端末と呼ばれることのほうが多い。
電話にはならないが、メール(ボイスメール可)を送ることができる。学校からの連絡機能や、学生証機能も備わっているため、万が一紛失すると、かなり困る。
limelight
もともと島の中にあった喫茶店だが、オーナーが体調不良を理由に閉店を決めたため、残念に思った繚蘭会のメンバーが復活させた。だが、学生であり、もともと忙しい繚蘭会メンバーだけで喫茶店を回すことは不可能なので、学生のバイトを多数雇っている。
ケーキに関しては、マックスの機能をフルに生かして、オーナーの味をそのまま再現しており、独自の商品も展開している。
Peace@Piecesには「ライムライト」、ななついろ★ドロップスには「らいむらいと」という同名の店が登場しているが、関連性は不明。
エレクトリックエナジー
くるりの発明品の、開発時の名称。○○号とよばれ、その部分で何を指すのかがわかるようになっている。
フライア
エレクトリックエナジー1895号の通称。端的に言ってしまえばタイムマシン。現在の主な使用用途は、別世界に飛ばされた者の救助。
開発当初のプロトタイプは固定型で、未来にしか行くことができなかったが、落下の際のエネルギーを使用し安定を図るシステムに改編され、過去にも未来にも行けるようになった。その上、自身の存在を宇宙に認識させ続けることで、別次元に飛ぶこともできる。また、失敗の時でも使用者が安全なよう、空を飛ぶことのできる羽が装備されている。
逆転制御現象を引き起こすことができ、元の世界と近い世界では、短い期間（少なくとも1ヶ月以上）に限り、フライアにて飛んだ人にかかわる、その世界で起きた出来事を可能な限りフライアで飛んだ先の世界で起きたこととして、世界に認知させることができる。
また、空間を捻じ曲げるシステム（不可視システム）を同期しているため、要救助者（あるいは人間以上の強化された視力を持つもの）以外には姿を見ることすらできず、触れてもその感覚をほとんど感じることができない。だが、幽体になるわけではないので、雨などで輪郭が浮かんだり、人やものにぶつかった場合、双方に衝撃がある。
使用には何らかの素質が必要とされ、時間跳躍の正確さに影響する。
ちなみに、その前身として、エレクトリックエナジー1075号、過去に飛んでけマシーンがある。しかし、演算処理能力が不完全な失敗作であるため、3回に1回は物質が粉状と化してしまう。実際に物体の構成を組み替える仕組みらしいが、詳しいことは不明。
コントーションホールと飛揚性健忘症
コントーションホールとは人工的にブラックホールを瞬間生成し、その核運動量を増大させることによってできる時空のねじれにより生じたホールのこと。
これを通れば時間や次元の壁を超えることができるが、コントーションホールを通った際には、行った先の世界で、自分は初めからその世界に居ると認識してしまう、飛揚性健忘症が発生し、元の世界のことをすべて忘れてしまう。耐性遺伝子で軽減、専用の腕輪で完全予防が可能。
くるりが言うには、宇宙があり得ないことに対して修正を図ろうとした結果とのこと。

## スタッフ
- 企画・原案：@ピース
- 監督：@ピース、（Kichiemo、いとうのいぢ、ぺろ）
- シナリオ：市川環、風間ぼなんざ、あごバリア
- 原画：いとうのいぢ、ぺろ、笹倉綾人
- 楽曲：水月陵

## 関連商品

### スピンオフ作品
君の名残は静かに揺れて
白鷺茉百合をメインにしたサブシナリオ作品。コンプリート後に、ファンディスクの製作が告知されている。
Flyable CandyHeart
本作のストーリーをリファインし、各ヒロインのその後を、新エンディングと新ストーリーで追加した、ファンディスク的作品。
「らぶらぶフライアブルハザード」には過去3作品からゲストキャラクターが登場している。
ななついろ★ドロップスより登場
ユキちゃん/声：安玖深音
今回、晶をサポートすることになる。すももの捜索を依頼。本来の姿で登場するのはルナの妄想の中のみ。
秋姫 すもも（あきひめ - ）/声：佐本二厘
”らぶらぶウイルス”の被害者。
皐 ユリーシア（さつき - ）/声：酉井凛々子
八重野 撫子（やえの なでしこ）/声：宗川梗
秋姫 カリン（あきひめ - ）/ 声：安玖深音
らぶらぶゾンビ騒動に巻き込まれる。
ALICEぱれーどより登場
エムドリ/声優：酉井凛々子
今回、晶をサポート（？）することになる。氷川の精神を「フルボッコ」にする。
シルク/声優：安玖深音
ねこさん/声優：涼森ちさと
ルナ/声優：木村あやか
らぶらぶゾンビ騒動に乗じてさらに混乱を起こす。
Peace@Piecesより登場
ヒカル/声：安玖深音
本名は百瀬 玉（ももせ ひかる）。騒動の加害者の一人。
ナギ/声：まきいづみ
本名は秋月 凪（あきづき なぎ）。騒動の加害者の一人なのだが被害者にもなった。己の美学が仇となる。
デス先生（声：宗川梗）
教え子二人とともに登場、彼女のみ完全に被害者。
村上 久斗（むらかみ ひさと）/声： -
ルナの妄想の中でのみ登場。

### ノベライズ
ファミ通文庫（エンターブレイン）にて、岡崎いずみによるノベライズが発売された。イラストはいとうのいぢ、ぺろ。全1巻。
- Flyable Heart 2009年6月29日発売、ISBN 978-4757749337

なごみ文庫（ハーヴェスト出版）にて、児玉新一郎によるノベライズが発売された。イラストは表紙のみいとうのいぢ、本文は第一幕が椋本夏夜、第二幕が相音うしお、第三幕が泉水真琴。全1巻。
- Flyable Heart SSS 2010年5月1日発売、ISBN 978-4434141409

### コミカライズ
電撃G's Festival! COMIC（アスキー・メディアワークス）誌上で、vol.5～vol.32（2009年1月26日～2013年10月26日発売）まで石見翔子によるコミカライズが連載されていた。単行本は電撃コミックスより全3巻。
- Flyable Heart（1） 2010年7月27日発売、ISBN 978-4048687102
- Flyable Heart（2） 2013年1月26日発売、ISBN 978-4048912891
- Flyable Heart（3） 2013年12月21日発売、ISBN 978-4048661706

### バラエティブック
IKEBOKU BOOKS （ハーヴェスト出版）にて発売。
- いけ!いけ!僕らの Flyable Heart 2009年7月15日発売、ISBN 978-4434133053

### ビジュアルブック
アスキーメディアワークスにて発売。
- Flyable Heart パーフェクトビジュアルブック 2009年9月7日発売、ISBN 978-4048680370